# Gilles Baril
Pour les articles homonymes, voir Gilles Baril (libéral) et Baril (homonymie).
Gilles Baril (Saint-Eugène-de-Guigues, 24 mars 1957 - ) est un homme politique québécois et un ancien ministre du gouvernement du Québec. Il est député péquiste de Rouyn-Noranda—Témiscamingue de 1981 à 1985 et de Berthier de 1994 à 2002.

## Biographie

### Études et début de carrière
Gilles Baril étudie en journalisme et science politique à l'Université de Moncton. Il y obtient son baccalauréat en 1979. Il exerce sa profession comme chroniqueur sportif pour Radio-Canada à Moncton de 1975 à 1979.
Il entame son rapprochement avec le Parti québécois lors de son emploi comme secrétaire particulier adjoint du député Jean-Paul Bordeleau et comme adjoint politique de François Gendron.
Baril enregistre un disque 45 tours en 1984, Rock'n Rêve,.
À la suite de sa défaite à l'élection générale québécoise de 1985, il travaille comme journaliste et animateur à la radio la même année. Après avoir occupé diverses fonctions dans des entreprises de 1986 à 1990, il retourne à l'animation radio à CKAC en 1991 et y demeurera jusqu'en 1994, l'année de son élection.
En 1991, il publie un livre intitulé Tu ne seras plus jamais seul où il avoue notamment son passé de cocaïnomane lors de son premier mandat à l'Assemblée nationale.

### Carrière politique
Gilles Baril est élu pour la première fois à l'Assemblée nationale à l'élection de 1981 où il défait l'ancien chef créditiste devenu libéral, Camil Samson, devenant alors le plus jeune député de l'Assemblée nationale. C'est à cette époque que le ministre Bernard Landry le prend sous son aile. Il est ainsi député de Rouyn-Noranda—Témiscamingue de 1981 à 1985. Durant cette période, il occupe le poste d'adjoint parlementaire de Jacques Rochefort alors que ce dernier est ministre de l'Habitation et de la Protection du consommateur, ainsi que celui d'adjoint parlementaire au ministre du commerce extérieur à partir du 6 février 1985, soit Bernard Landry, puis Jean-Guy Parent, qui remplace ce dernier le 16 octobre 1985.
Il est défait en même temps que son parti en décembre 1985. Il perd en effet contre son homonyme, le libéral Gilles Baril, à nouveau dans Rouyn-Noranda–Témiscamingue. Il se représente sans succès dans la circonscription de Bourget en 1989, perdant contre la libérale Huguette Boucher-Bacon par à peine 159 voix.
À l'élection suivante, en 1994, il remporte sans difficulté la circonscription de Berthier. Il est alors notamment nommé adjoint parlementaire de Bernard Landry, alors vice-premier ministre. Le 15 décembre 1998, Lucien Bouchard le fait entrer au gouvernement comme ministre délégué à la Santé, aux Services sociaux et à la Protection de la jeunesse, poste qu'il occupera jusqu'au départ de Bouchard le 8 mars 2001. Parallèlement à cette fonction, il occupe la fonction de ministre responsable du Loisir, du Sport et du Plein air de novembre 1999 à mars 2001.
Après l'arrivée au pouvoir de Bernard Landry, à la suite du départ de Lucien Bouchard, Gilles Baril, protégé du nouveau premier ministre, obtient une promotion importante: il devient ministre d'État aux régions et ministre de l'Industrie et du Commerce le 8 mars 2001. 

#### Affaire de lobbyisme et démission
Le 17 janvier 2002, un article paraît dans La Presse qui révèle les liens étroits qui existent en Gilles Baril et André Desroches, un lobbyiste et cofondateur de la firme Oxygène 9 et qui a été organisateur pour Baril dans Berthier. En tant que ministère des régions et de l’industrie, Gilles Baril est responsable de l'octroi de beaucoup de subventions, ce qui a permis à son ami André Desroches de largement monétiser son accès privilégié au ministre en se formant un éventail de clients désireux d’en obtenir, autant dans le privé que dans le public. Il touche par exemple 50 000$ pour une subvention accordée à la STM, ainsi que 150 000$ sur des subventions octroyées à la Société du Parc des Îles pour compenser la perte de la commandite de Benson & Hedges pour le Concours international de feux d’artifice de Montréal. Ces sommes sont obtenues du ministre du Tourisme et puisées dans le fond antitabac, mis en place et géré par Baril alors qu’il était ministre délégué à la santé sous Lucien Bouchard. Il est fort probable selon Denis Lessard que ces organismes auraient pu obtenir ces subventions sans passer par André Desroches. L'apparence de conflit d'intérêts est d'autant plus grande que l’article révèle qu’au moment de la publication de ce dernier, les deux hommes passent des vacances au Mexique, où Gilles Baril possède une résidence secondaire.
Baril est durement affecté par cette attention médiatique négative, ce qui le porte à réfléchir à son avenir en politique. Des interventions de Bernard Landry le convainc de rester et d'accepter de nouvelles responsabilités,.
Bien qu’il admette que cette affaire créée une mauvaise perception chez le public, il soutient que tout a été fait selon les normes, se dit un ministre accessible et affirme qu’engager un lobbyiste n’est pas nécessaire pour entrer en contact avec lui.
Lors du remaniement ministériel du 31 janvier 2002, Gilles Baril perd le ministère de l’Industrie et du Commerce qui revient à la ministre des Finances, Pauline Marois, une décision qui, assure le PQ, a été prise avant que la controverse survienne. Il obtient le ministère des Ressources naturels et la responsabilité du développement du Nord québécois, tout en conservant le ministère des Régions.
Baril semble s'en tirer, jusqu'à la publication d'un article le 8 février qui relate le cas d’une subvention de 100 000$ pour la tenue d’un évènement culturel accordé par le ministère de Baril et dont le président de l’organisme à but non lucratif responsable de son organisation, un militant de longue date du PQ, en a profité pour louer, au nom de l’organisme, un local dans un immeuble qu’il venait d’acheter à titre personnel. Baril prend durement cette nouvelle remise en cause de son intégrité. La démission comme Directeur général du PQ de Raymond Bréard, lobbyiste cofondateur d'Oxygène 9 avec André Desroches, à la suite d'autres controverses semblables, finit par le convaincre de lui-même démissionner.
Le 12 février, il annonce au comité des priorités sont intentions de démissionner de ses fonctions. Le lendemain, flanqué de Bernard Landry et visiblement ému, Gilles Baril annonce qu’il abandonne ses responsabilités ministérielles et d’organisateur électoral et qu’il ne représentera pas comme député aux prochaines élections. Il évoque des raisons familiales pour justifier sa décision. Cette annonce provoque la surprise étant donné les responsabilités qu’il venait d’accepter et du fait qu’il venait tout juste de remporter son assemblée d’investiture,. Il démissionne finalement comme député 14 mai 2002.
Ce scandale, ainsi que ceux impliquant Raymond Bréard et le ministre Sylvain Simard, forcent le gouvernement Landry à faire adopter rapidement une loi encadrant le travail des lobbyistes à la suite de pressions de membres du caucus péquiste, notamment de Pauline Marois et son entourage. Dans sa biographie, cette dernière nie avoir été à l'origine de la révélation que Gilles Baril était en vacances avec André Desroches, ce que, affirme-elle, Baril lui a toujours reproché.

### Vie après la politique
Il est nommé directeur d'Hydro-Québec International à Santiago en juin 2002, un poste qu'il occupe jusqu'en décembre 2005,.
En 2011, Gilles Baril travaille auprès de la firme de génie-conseil Dessau, en tant que vice-président au développement international pour l'Amérique latine.

## Publication
- Tu ne seras plus jamais seul, 1991, VLB, 201 pages.  (ISBN 9782890054844)

## Archives
Le fonds d'archives de Gilles Baril est conservé au centre d'archives de Rouyn de Bibliothèque et Archives nationales du Québec.